# Morro Reatino
Morro Reatino – miejscowość i gmina we Włoszech, w regionie Lacjum, w prowincji Rieti.
Według danych na rok 2004 gminę zamieszkiwało 375 osób, 25 os./km².